# Йоана Бундсен
Йоана Бундсен (на шведски: Johanna Bundsen; родена на 3 юни 1991 в Удевала) е шведска хандбалистка.
Играе на поста вратар. Състезателка е на хандбалния клуб „Севехоф“, Швеция.
Печели бронзов медал на Европейското първенство в Хърватия и Унгария през 2014 г.